# TrackMania: Build to Race
TrackMania: Build to Race (TrackMania en Europa), es un videojuego desarrollado por Firebrand Games y publicado en Europa por Focus Home Interactive y en Norteamérica por City Interactive. Originalmente iba a ser publicado en Norteamérica por DreamCatch Interactive, pero por varios retrasos, fue finalmente cambiada a City Interactive. Está disponible para Wii.

## Jugabilidad
El juego cuenta con una jugabilidad arcade, muy similar a otros juegos de la franquicia. Al igual que éstos, cuenta con una peculiaridad que le caracteriza respecto a otros juegos como Mario Kart o Need for Speed: Los vehículos no colisionan entre ellos.
La campaña individual cuenta con más de 200 pistas entre los modos Carrera, Plataforma y Puzzle, así como la posibilidad de crear más mediante el editor de circuitos.
El juego también cuenta con un modo multijugador local (con las modalidades Contrarreloj y Rondas), así como un modo online con las mismas modalidades.

## Lanzamiento
El juego fue anunciado por primera vez el 30 de junio de 2009 por jeuxvideo.com en una entrevista con un desarrollador. Originalmente iba a ser lanzado el 20 de julio de 2010, pero tras un retraso, finalmente fue lanzado en Europa el 23 de septiembre del mismo año, así como fue lanzado en América del Norte el 24 de marzo de 2011.